# Sipha arenarii
Sipha arenarii är en insektsart som beskrevs av Alexandre Mordvilko 1921. Enligt Catalogue of Life ingår Sipha arenarii i släktet Sipha och familjen långrörsbladlöss, men enligt Dyntaxa är tillhörigheten istället släktet Sipha och familjen borstbladlöss. Enligt den finländska rödlistan är arten nära hotad i Finland. Arten är reproducerande i Sverige. Artens livsmiljö är sandstränder vid Östersjön. Inga underarter finns listade i Catalogue of Life.